# Sve najbolje (2016.)
Sve najbolje je komedija Snježane Tribuson, autorice filmova "Ne dao Bog većeg zla" i "Tri muškarca Melite Žganjer" te popularne hrvatske serije "Odmori se, zaslužio si".

## Radnja
U božićno vrijeme, kad svatko svakome želi sve najbolje, isprepliću se sudbine usamljene slastičarke koja je davno odustala od traženja "onog pravog", svjetski uspješne operne pjevačice razočarane u ljubav i karizmatičnog baritona koji se oporavlja od bračnog brodoloma. Da bude još manje jednostavno, upliću se slatkorječivi soboslikar po vještini dorastao Don Giovanniju, dvije medicinske sestre koje pokušavaju razumjeti kako funkcionira muški mozak i jedan poljoprivrednik vrlo neobičnih talenata. Malo je vjerojatno da u ovom preplitanju veliku ulogu može imati grupica žohara, medenjaci i jedna operna arija, ali je u ovoj priči baš tako.

## Uloge
- Ksenija Marinković – Verica Javor
- Renata Pokupić – Brankica Oblak
- Ozren Grabarić – Gabriel Diego Martin
- Bogdan Diklić – Tomo Oblak
- Goran Navojec – Ljubo
- Ksenija Pajić – Mirjana
- Dora Fišter Toš – Goga
- Jernej Šugman – Bojan
- Krešimir Mikić – Karlo
- Jasna Bilušić – Lucija
- Goran Bogdan – Mislav
- Ivo Gregurević - Matko
- Ivana Lazar - Zerlina
- Lucija Šerbedžija - Višnja
- Sarah-Lavinia Schmidbauer - prodavačica
- Mia Anočić Valentić - Sonja
- Mia Biondić - Maja
- Areta Ćurković - blagajnica
- Katarina Bistrović-Darvaš - Jadranka
- Igor Mešin - policajac
- Alan Katić - Masetto
- Filip Šovagović - statist
- Hana Hegedušić - Donna Anna
- Vanja Matujec - Donna Elvira
- Mladen Tarbuk - dirigent
- Tena Tadić - garderobijerka
- Grgur Navojec - Ljubin sin
- Nathalie Nujster - Ljubina kći

## Autori
- Scenaristica i redateljica: Snježana Tribuson
- Producentica: Ankica Jurić Tilić
- Koproducent: Goran Radman
- Direktor fotografije: Goran Trbuljak H.F.S.
- Montažerka: Marina Barac
- Skladatelj: Dinko Appelt
- Dizajnerica zvuka: Dubravka Premar
- Scenografkinja: Željka Burić
- Kostimografkinja: Ivana Zozoli Vargović
- Majstorica maske: Tina Jesenković
- Snimatelj tona: Mladen Pervan

## Vanjske poveznice
- Hrvatski audiovizualni centar - Sve najbolje
- Kinorama - Sve najbolje